# 電話訴訟

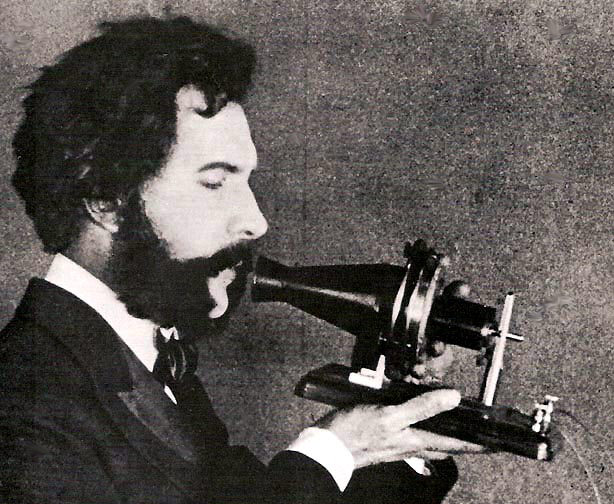
グラハム・ベル自ら電話機で話す様子（1876年）

電話訴訟（でんわそしょう）とは、ダウド訴訟とも呼ばれるグラハム・ベルとトーマス・エジソンとの電話特許紛争である。

## 概要
1854年にフランスのブルサールが理論的な提案をし、1860年にドイツのフィリップ・ライスが実際に製作した、豚の腸の膜を利用した音声を電流の断続に換える装置が、ベルの発明の先駆的なものとされる。ドイツ語でこれを"Telephon"と呼んだことから、ドイツでは彼の発明とする意見もあるが、他国で広く認められたものではない。なお、ほぼ同時期にイタリアのアントニオ・メウッチも音声=電流変換装置を作っている。
1876年2月14日午前11時頃、弁護士のG・G・ハバードがアレクサンダー・グラハム・ベルの特許明細書を提出、同日午後1時頃にはイライシャ・グレイが予告記載書を提出した。米国特許法の先発明主義（出願申請の日付ではなく発明成立の日付が早いほうに特許が与えられる）により、1876年3月7日にアメリカ合衆国特許第 174,465号としてグラハム・ベルが取得した。
3月10日にマサチューセッツ州ボストンで、グレイ考案の液体抵抗型送話器の実験時に希硫酸をズボンにこぼした際の"Mr. Watson, come here, I want you!"（ワトソン君、用事がある、ちょっと来たまえ）というグラハム・ベルの音声が初めて通じた。これが特許紛争の一因となった。
1877年4月27日、トーマス・エジソンが、研究員に開発させた炭素式マイクロフォンを特許申請した。また、ベルの会社はエジソンの炭素式のマイクロフォンに似たものの特許を2週間前に取得していた技術者のエミール・ベルリナーを雇い入れた。
そのため電話特許紛争がおこった。1879年、ウエスタンユニオンが所有するエジソンの炭素式マイクロフォン、グレイの液体抵抗型マイクロフォンの米国特許と電話事業とをベル電話会社（AT&Tの前身）に譲渡し、ウエスタンユニオンは電話事業に進出しないこと、ベル電話会社は電信事業に進出しないことと電話事業の利益の20%を17年間ウエスタンユニオンに支払うことで和解が成立、この結果、アメリカの電話事業、俗にいう「ベル・システム」における特許下の独占時代が始まっていく。